# امام‌لی
امام‌لی (به لاتین: İmamlı) یک منطقه مسکونی در جمهوری آذربایجان است که در شهرستان قبله واقع شده است. امام‌لی ۳۷۳ نفر جمعیت دارد.